# ヨルゴス・パパヤニス
ヨルゴス・パパヤニス  (Georgios Papagiannis ギリシャ語：Γιώργος Παπαγιάννης 1997年7月3日 - )は、ギリシャのバスケットボール選手。ポジションはセンター。ギリシャ代表。ヨーゴス、ジョージ(英語版)の表記もある。

## 来歴

### NBA以前
2012年にGBLのペリステリBCでプロデビュー。1年間プレーした後渡米し、ペンシルバニア州のウェストタウン高校に留学。ジョーダンブランド・クラシックゲームにも出場するなと、有望株として注目されたが、2014年にギリシャに帰国し、首都アテネのアメリカンスクールに編入後パナシナイコスBCに入団。10代ながら主力として活躍し、NBAのスカウト陣やNCAAの有力校もパパギニアスに注目し、コネチカット大学、ケンタッキー大学、アリゾナ州立大学、テンプル大学、セントジョンズ大学、ノースカロライナ州立大学、オレゴン州立大学の関係者がスカウトに訪れる程になったが、パパギニアスは2015-16シーズン終了後にパナシナイコスBCの契約を買い取り、2016年4月26日に2016年のNBAドラフトへのエントリーを表明。全体13位でフェニックス・サンズから指名された後、当日のトレードで権利がサクラメント・キングスに移動し、キングスでNBA生活を迎えることになった。

### NBA(2016-2018)
ルーキーシーズンとなった2016-17シーズンは、大半を傘下のリノ・ビッグホーンズで過ごしていたが、2017年3月17日のオクラホマシティ・サンダー戦で14得点11リバウンドを記録し、自身初のダブル・ダブルを達成した。
2018年2月8日、キングスから解雇。3月8日、ポートランド・トレイルブレイザーズと10日間契約を結んだ。3月18日、ブレイザーズと正式契約を結んだ。

### ヨーロッパ復帰(2018-)
2024年7月10日、ユーロリーグとLNBプロAに所属するASモナコ・バスケットに加入すると発表された。
2025年7月17日、ユーロリーグとBSLに所属するアナドル・エフェスSKへの加入が発表された。契約期間は2年で、1年追加のオプションも付随している。

## ギリシャ代表
ユース世代からギリシャ代表として活躍。U-18欧州選手権では優勝に貢献した。